# Heinze Bakker
Heinze Bakker (Heerenveen, 2 maart 1942 – Leusden, 16 april 2021) was een Nederlands sportjournalist.

## Biografie
Bakker groeide op als boerenzoon in het Friese Kortezwaag. Hij volgde de hbs in Drachten en studeerde economie aan de Rijksuniversiteit Groningen. Na een succesvolle stemtest brak hij in 1966 zijn studie af en trad hij in dienst bij de regionale omroep RONO. Hij deed verslag van het Friese nieuws en sportevenementen. In 1974 trad hij als chef sport in dienst van de NCRV. Daarbij werkte hij voor het radioprogramma Langs de Lijn van de NOS.
Samen met Theo Koomen en Hans Prakke versloeg hij een aantal jaren de Ronde van Frankrijk. Daarna was hij jarenlang werkzaam bij het NOS-televisieprogramma Studio Sport. Naast het presenteren van reguliere uitzendingen, verzorgde Bakker commentaar bij tennis- en schaatswedstrijden. Hij werkte nog enkele jaren als eindredacteur bij het programma voordat hij in 2002 vervroegd uittrad.
Na zijn loopbaan als sportjournalist trad Bakker toe tot het sectiebestuur marathon van de KNSB, de Nederlandse schaatsbond. Daarna werd hij lid van het KNSB-bestuur.
Bakker was 55 jaar gehuwd en had een zoon en een dochter. De laatste jaren van zijn leven leed hij aan de ziekte van Parkinson en darmkanker. Heinze Bakker overleed in 2021 op 79-jarige leeftijd in Leusden.

## Onderscheiding
Bakker won in 1977-1978 de persprijs van de Nederlandse Sportunie.